# Нематзода, Амонулло
Ко́ри Амо́нулло Нематзо́да (тадж. Қорӣ Амонуллоҳ Неъматзода, 5 октября 1935, с. Бузургиён, Оби-Гармский район — 6 сентября 2010, Душанбе) — видный исламский священнослужитель и деятель, муфтий Таджикистана (1996—1997); Председатель Совета улемов Исламского центра Таджикистана (1997—2010).

## Биография
Амонулло Нематзода родился 5 октября 1935 года в селе Бузургиён бывшего Обигармского района (ныне Рогунского района) Гармского округа. Он получил религиозное образование от своих родителей, а затем от Кори Хикматуллы, Эшана Ахмадходжи и Мавлави Мухаммадджона Куканди (Хиндустани).

## Деятельность
До 1983 года работал рядовым служащим в различных учреждениях ТаССР. С 1983 по 1989 год он был пятикратным имамом мечети Шохмансур города Душанбе, с 1989 по 1993 год был пятикратным имамом мечети имени Хазрата Мавлоно Якуб с. Чархи района Рудаки и с 1993 по 1996 год был хатибом этой мечети. С 1996 по 1997 год избирался муфтием Республики Таджикистан, а в 1997 году был избран Председателем Исламского центра и Председателем Совета улемов Республики Таджикистан и проработал в этой должности до конца жизни.
Амонулло Нематзода был членом ряда международных организаций, в том числе членом Религиозного совета СНГ, членом Общества давата исламского мира в Ливийской Арабской Джамахирии.
Видны заслуги Амонулло Нематзода как лидера мусульман Республики Таджикистан в развитии мечетей, предотвращении любых экстремистских тенденций. В разные годы он внёс значительный вклад в распространение ханафитского учения, подъём исламского просвещения, а также соблюдение законов страны мусульманами и религиозными объединениями.

## Смерть
Амонулло Нематзода умер 6 сентября 2010 года в возрасте 75 лет от рака. Похороны Кори Амонулло Немацода состоялись 7 сентября 2010 года в селе Элок Файзабадского района.